# Liudmila Kalinchik
Liudmila Georgievna Kalinchik, (en cyrillique : Людмила Георгиевна Калинчик)  née le 23 juillet 1982 à Borisov, est une biathlète biélorusse. Active de 2003 à 2014, elle connait ses principaux dans les relais avec deux médailles mondiales.

## Biographie
En 2008, pour ses deuxièmes championnats du monde, elle aide le relais mixte biélorusse à obtenir la médaille d'argent en compagnie de Darya Domracheva, Rustam Valiullin et Siarheï Novikaw.
Aux Jeux olympiques d'hiver de 2010, elle réalise sa meilleure série de résultats dans un grand championnat, se classant notamment neuvième de l'individuel. Ensuite, elle améliore cette performance en Coupe du monde, terminant cinquième du sprint d'Holmenkollen et établit son meilleur classement général avec le 27e rang.
Aux Championnats du monde 2011, elle reçoit la médaille de bronze au relais.
Aux Jeux olympiques d'hiver de 2014, elle dispute sa dernière compétition majeure, prenant la cinquième place du relais notamment.

## Palmarès

### Jeux olympiques
| Épreuve / Édition              | Individuel | Sprint | Poursuite | Départ en ligne | Relais |
| Jeux olympiques 2010 Vancouver | 9e         | 17e    | 13e       | 17e             | 7e     |
| Jeux olympiques 2014 Sotchi    | 25e        | 37e    | 33e       | —               | 5e     |

### Championnats du monde
| Épreuve / Édition               | Antholz 2007 | Ostersund 2008 | Pyeongchang 2009 | Khanty-Mansiysk 2011 | Ruhpolding 2012 | Nove Mesto 2013 |
| Sprint 10 km                    | 55e          | 36e            | 54e              | 50e                  | 28e             | 48e             |
| Poursuite 12,5 km               | 47e          | 40e            | 50e              | Abandon              | 30e             | 36e             |
| Mass start 15 km                | —            | —              | —                | —                    | —               | —               |
| Individuel 20 km                | —            | 30e            | —                | 56e                  | —               | 31e             |
| Relais 4 × 6 km                 | —            | 5e             | 4e               | Bronze               | 4e              | 7e              |
| Relais 2 × 6 + 2 × 7,5 km mixte | —            | Argent         | —                | —                    | —               | —               |

### Coupe du monde
- Meilleur classement général : 27e en 2010.
- Meilleur résultat individuel : 5e.
- 4 podiums en relais[1] :
- 3 podiums en relais féminin.
- 1 podium en relais mixte.

#### Différents classements en Coupe du monde
| Année     | Classement général final | Sprint | Poursuite | Individuel | Mass start |
| 2006-2007 | 76e                      | 64e    | 68e       | -          | -          |
| 2007-2008 | 62e                      | 64e    | 57e       | 46e        | -          |
| 2008-2009 | 72e                      | 68e    | 62e       | 72e        | -          |
| 2009-2010 | 27e                      | 25e    | 25e       | 33e        | 26e        |
| 2010-2011 | 38e                      | 38e    | 44e       | 56e        | 33e        |
| 2011-2012 | 42e                      | 33e    | 35e       | -          | -          |
| 2012-2013 | 53e                      | 89e    | 63e       | 27e        | -          |
| 2013-2014 | 41e                      | 45e    | 38e       | -          | 30e        |

### Championnats d'Europe junior
- Médaille de bronze du relais en 2002.
- Médaille d'argent du relais en 2003.